# Kloster Rulle
Das Kloster Rulle (früher auch Kloster Marienbrunn) ist eine ehemalige Zisterzienserinnenabtei in Rulle, einem Ortsteil der Gemeinde Wallenhorst in Niedersachsen. In Rulle bestand das Kloster von 1246/47 bis 1803. Im ehemaligen Äbtissinnenhaus, das unter Denkmalschutz steht, befindet sich seit 1957 eine Jugendbildungsstätte des römisch-katholischen Bistums Osnabrück, das Haus „Maria Frieden“. Die Wallfahrtskirche ging nach der Säkularisation  als Geschenk in den Besitz der katholischen Pfarrgemeinde Rulle über. 

## Geschichte
Das Zisterzienserinnenkloster wurde am 9. September 1230 von Giselbert von Haste, einem Ministerialen des Osnabrücker Fürstbischofs Konrad von Velber, zusammen mit dem Ritter Gerhard Saxo und dem Osnabrücker Bürger Heinrich Svethering gegründet. Zunächst befand es sich in Giselberts Meierhof in Haste, einem späteren Stadtteil von Osnabrück. Das Kloster wurde 16 Jahre später nach Rulle verlegt, nachdem das Haster Klostergebäude vermutlich abgebrannt war. 
Die Nonnen fanden eine neue Heimstatt auf dem nur knapp fünf Kilometer entfernt liegenden ehemaligen Meierhof in Rulle, den der Tecklenburger Ministeriale Konrad von Lingen 1233 an den Orden verkauft hatte. Auf dem Hofgelände befand sich bereits eine Eigenkirche aus der Zeit um 1100, die 1233 erstmals urkundlich erwähnt wurde. Sie war dem heiligen Ulrich geweiht. Die Paternität über das Kloster hatte zunächst der Abt des Klosters Hude. Ihm folgten die Äbte von Kloster Loccum und von Kloster Marienfeld im Münsterland. 
Die Aufgabe der Ordensfrauen war es, Mädchen und junge Frauen aus Adelsfamilien der Region zu unterrichten, insbesondere im Lesen und Schreiben, in der lateinischen Sprache, aber auch in Umgangsformen und in der Anfertigung kostbarer Stickarbeiten. Um das Jahr 1300 stellte die Nonne Gisela von Kerssenbrock hier den nach ihr benannten Codex Gisle fertig, eine reich verzierte Handschrift. Das Kloster überdauerte die Reformation, jedoch hatte das Kloster nur jeweils acht bis zehn Konventsangehörige. 
Die Äbtissin Anna Barbara von Scharbe ließ nach dem Vorbild des 1699 begonnenen Abteihauses des Zisterzienserklosters Marienfeld auch in Rulle ein eingeschossiges barockes Abteigebäude bauen. Die Äbtissin starb nach nur vierjähriger Amtszeit 1704. Das verputzte Gebäude aus Piesberger Sandstein wurde 1712 unter ihrer Nachfolgerin Hedwig Sydonie von Schwencke vollendet. Die Baumaßnahmen hatte Anna Magell von Clevorn geleitet, die als Vorgängerin von Anna Barbara von Scharbe Äbtissin gewesen war. Sie hatte das Amt im Jahr 1700 niedergelegt, blieb aber in Rulle. Hedwig Sydonie von Schwencke leitete das Kloster bis 1726. Ihr folgten Maria Anna Isabella von Hövell (1726 bis 1763), Eleonora von Honstedt (1763 bis 1776) und Anna Lucia von Reusch (1776 bis 1786). 25. oder 26. Äbtissin seit der Klostergründung war Hedwig von Walthausen (1786 bis 1802). Letzte Äbtissin wurde ihre Schwester Sophie Charlotte von Walthausen, die aus dem nach 1787 als Stift weitergeführten Kloster in Bersenbrück nach Rulle gekommen war. Sie stand dem Kloster Rulle vor, bis es 1803 aufgelassen wurde und die Klöster in den an Frankreich gefallenen Gebieten entsprechend dem Reichsdeputationshauptschluss an den Staat gingen. 
Kloster Rulle und seine Ländereien kamen in den Besitz des Königreichs Hannover und wurden von der Klosterkammer Hannover verwaltet. Im westlichen Trakt des Äbtissinnenhauses lebten und arbeiteten von 1803 bis 1973 die katholischen Geistlichen von Rulle. Die übrigen Räumlichkeiten wurden als Försterwohnung genutzt. Anfang des 20. Jahrhunderts kaufte die Gemeinde Rulle das Abteihaus von der Klosterkammer und nutzte die Räume als Schule. Nach einem Schulneubau zog das „Bischöfliche Jugendhaus“ in den Westtrakt. 1973 wurde das Gebäude umgebaut und unterkellert, die äußere Form blieb unverändert. Die im Innenausbau eingesetzten roten Backsteinverblendungen sind untypisch für die Region, in der traditionell aus Sandstein oder in Fachwerk gebaut wurde. 

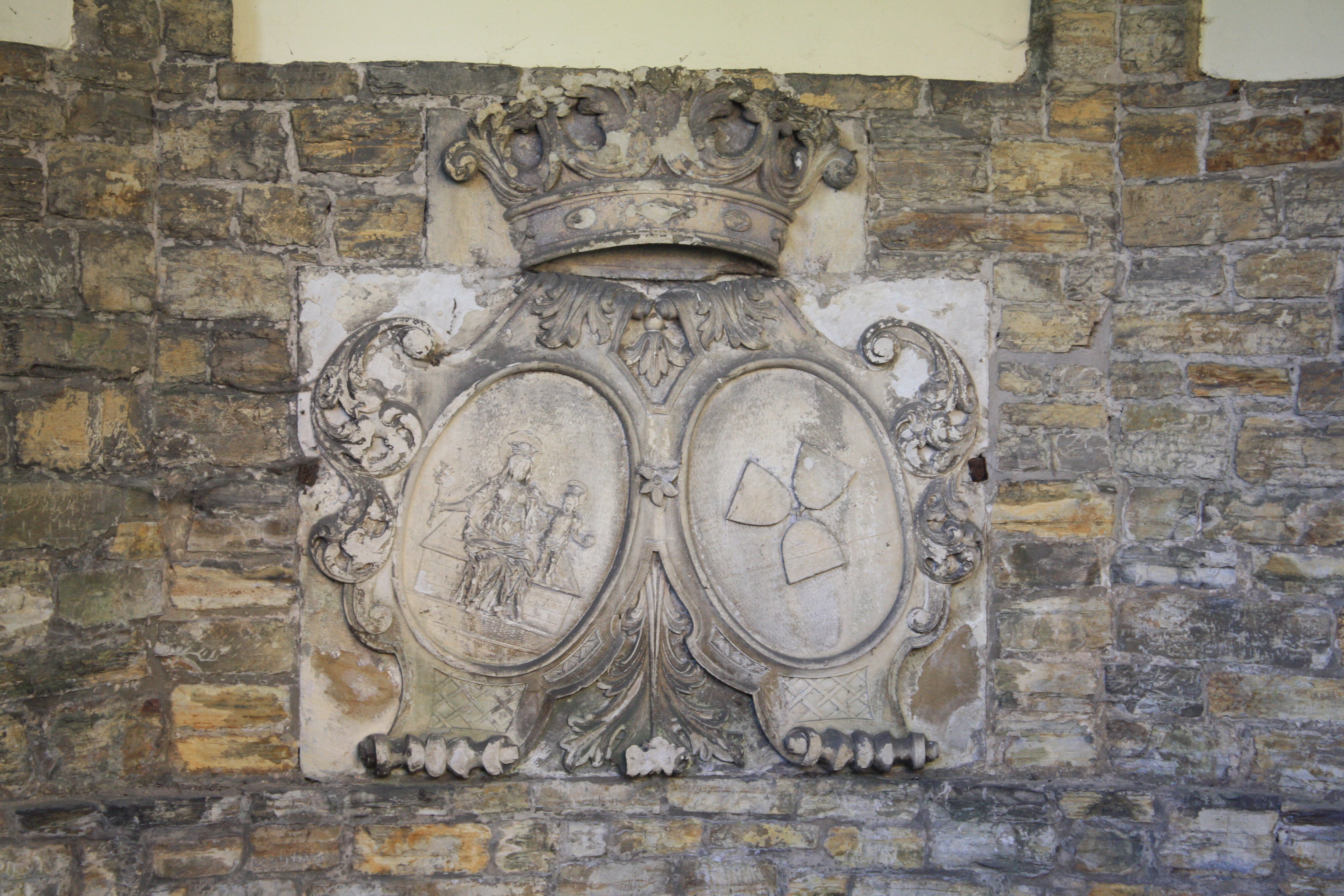
Wappen des Klosters und der Äbtissin von Hövell am Marienbrunnen

Zum Klosterkomplex gehört der seit 1923 überbaute Marienbrunnen, der dem Kloster 1661 den später nicht mehr gebräuchlichen Namen Kloster Marienbrunn gab. Nach der Legende hatte ein blinder Schäfer die Quelle entdeckt, als er einen Stab in die Erde steckt und Wasser heraussprudelte. Durch das Wasser habe er sein Sehvermögen zurückgewonnen, heißt es. Das Klosterwappen und Familienwappen von 1742 der Äbtissin von Hövell, das sich früher über dem Eingang zum Schwesternhaus befand, wurde auf der hinteren Innenseite des Brunnenhauses angebracht. Fachwerkhäuser in Rulle, die einst als Wirtschaftsgebäude zum Kloster gehörten, werden heute unterschiedlich genutzt. 
Die Kirche St. Johannes bekam ihre gegenwärtige Form 1927 bis 1930 nach den Plänen des Kölner Architekten und Erzdiözesanbaumeisters Heinrich Renard (1868–1928). Er fasste die 1233 erstmals erwähnte alte Pfarrkirche St. Ulrich im Norden, die auf zwei Vorgängergebäuden fußt, mit der Gnadenkapelle unter einem Dach zusammen und erweiterte sie um eine dreischiffige Hallenkirche im Osten zu einer mehrtürmigen und reich gegliederten Wallfahrtskirche im Heimatschutzstil.

## Blutwunder von Rulle

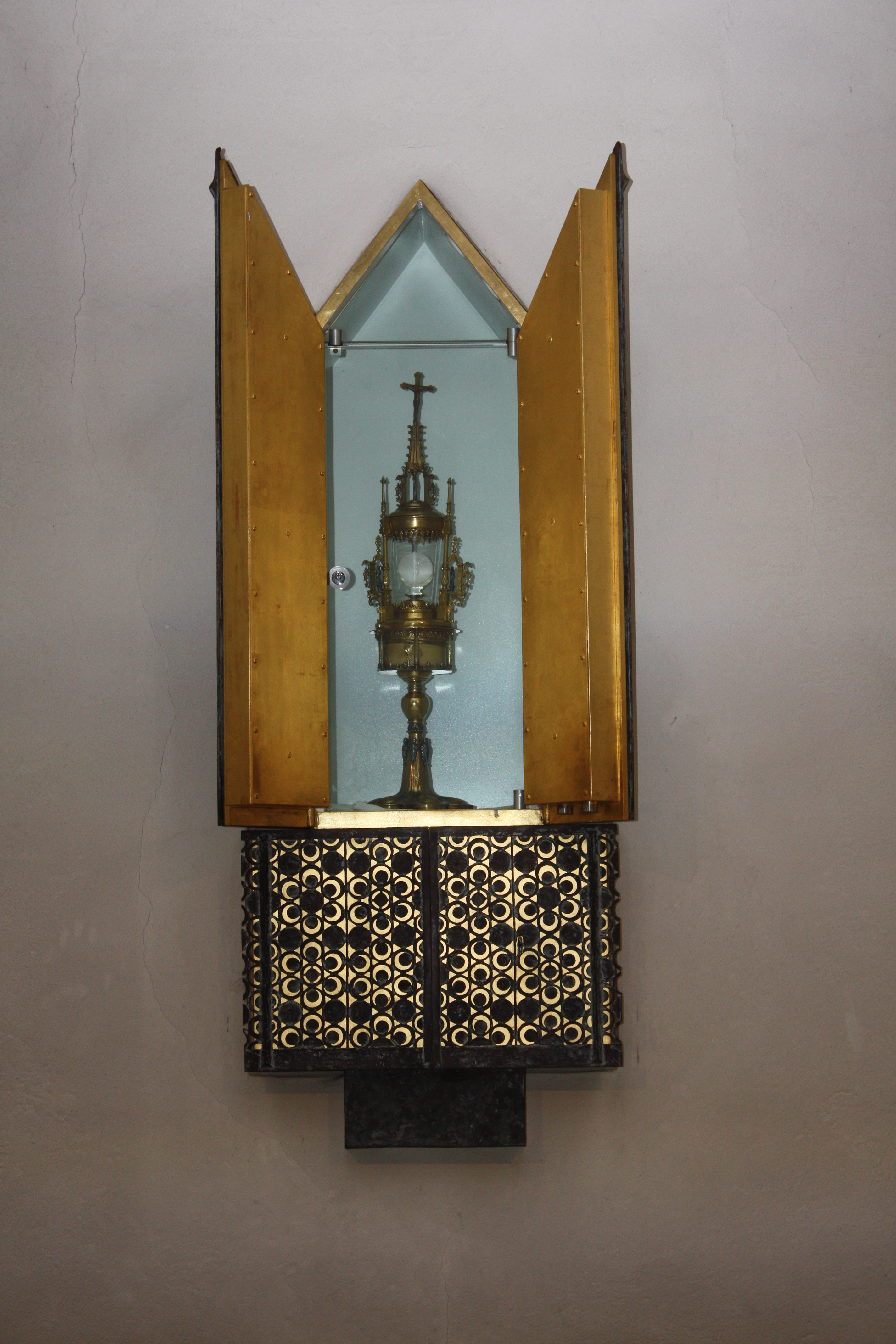
Monstranz mit der Hostiendose des Blutwunders von Rulle

Das so genannte Blutwunder ereignete sich am 4. November 1347. Die Zisterzienserinnen hatten Gold- und Silberschmuck für eine Monstranz gesammelt und den Schmuck zusammen mit einer Hostiendose auf den Altar der Klosterkirche gestellt. Schmuck und Hostiendose wurden gestohlen. Der Dieb entkam unerkannt; die Dose mit fünf Oblaten warf er in ein Gebüsch. Dort wurde sie zwei Wochen später, am Sonntag vor Martini, von Kirchgängern entdeckt und zurück in die Kirche gebracht. Die Oblaten hatten sich rot verfärbt. Dieses wurde als göttliches Zeichen auf die Wesensverwandlung während des Abendmahls gedeutet. Rulle wurde zu einem beliebten Wallfahrtsort, insbesondere im 15. und 16. Jahrhundert. Nach der Aufhebung des Klosters während der Säkularisation sank das Interesse. Die Zahl der Wallfahrten nahm ab 1917 wieder zu, nachdem der Osnabrücker Bischof Hermann Wilhelm Berning über das Ruller Blutwunder gepredigt hatte.